# Phraya
Phraya (tiếng Thái: พระยา) là một tước hiệu dành cho các quan lại cao cấp của chế độ phong kiến Xiêm, dưới tước hiệu Chao Phraya (เจ้าพระยา) và trên tước hiệu Phra (พระ). Trong sử cũ Việt Nam thường phiên âm tước hiệu này là Phi nhã. Tước hiệu này được xem là tương đương tước hiệu Hầu tước.